# Арчболд (Пенсилванија)
Арчболд (енгл. Archbald) град је у америчкој савезној држави Пенсилванија.

## Демографија
По попису из 2010. године број становника је 6.984, што је 764 (12,3%) становника више него 2000. године.
| Група             | 2000.         | 2010.         |
| Белци             | 6.116 (98,3%) | 6.716 (96,2%) |
| Афроамериканци    | 17 (0,3%)     | 77 (1,1%)     |
| Азијати           | 13 (0,2%)     | 51 (0,7%)     |
| Хиспаноамериканци | 25 (0,4%)     | 77 (1,1%)     |
| Укупно            | 6.220         | 6.984         |